# Lost (Lasgo)
Lost is een Engelstalige single van de Belgische band Lasgo uit 2009.
De single bevatte daarnaast een "remix" en een "extended mix".
Het liedje verscheen op hun album Smile uit 2009.

## Meewerkende artiesten
Producer: 
- Jef Martens
- Peter Luts

Muzikanten:
- Jelle Van Dael (zang)
- Jef Martens (synthesizer)
- Peter Luts (synthesizer)

Remix:
- Jordy Van Oostveen